# Croton decalvatus
Espèce
Croton decalvatus est une espèce de plantes à fleurs du genre Croton et de la famille des Euphorbiaceae, présente à l'est de la Thaïlande.
Il a pour sous-espèce :
- Croton decalvatus var. decalvatus